# Halowe Mistrzostwa Świata w Lekkoatletyce 1991 – bieg na 400 m kobiet
Bieg na 400 m kobiet – jedna z konkurencji rozgrywanych podczas halowych mistrzostw świata w lekkoatletyce w 1991. Eliminacje odbyły się 8 marca, półfinały miały miejsce 9 marca, finał zaś został rozegrany 10 marca.
Do eliminacji zgłoszonych zostało 17 zawodniczek z 14 państw.
Zawody w tej konkurencji wygrała reprezentantka Stanów Zjednoczonych Diane Dixon. Drugą pozycję zajęła zawodniczka z Hiszpanii Sandra Myers, trzecią zaś reprezentująca Szwajcarię Anita Protti.

## Wyniki

### Eliminacje
Źródło: 
Bieg 1
| Miejsce | Zawodniczka      | Państwo           | Wynik | Uwagi |
| ------- | ---------------- | ----------------- | ----- | ----- |
| 1.      | Jearl Miles      | Stany Zjednoczone | 53,88 |       |
| 2.      | Katrin Schreiter | Niemcy            | 54,00 |       |
| 3.      | Anita Protti     | Szwajcaria        | 54,01 |       |
| 4.      | Iolanda Oanță    | Rumunia           | 54,26 |       |
| 5.      | Claudia Acerenza | Urugwaj           | 56,67 | NR    |
| 6.      | Lasnet Nkouka    | Kongo             | 58,50 | NR    |

Bieg 2
| Miejsce | Zawodniczka       | Państwo           | Wynik | Uwagi |
| ------- | ----------------- | ----------------- | ----- | ----- |
| 1.      | Diane Dixon       | Stany Zjednoczone | 52,72 |       |
| 2.      | Sandra Myers      | Hiszpania         | 53,01 |       |
| 3.      | Vivienne Spence   | Jamajka           | 53,34 |       |
| 4.      | Ludmyła Dżyhałowa | ZSRR              | 53,87 |       |
| 5.      | Rosey Edeh        | Kanada            | 54,53 |       |

Bieg 3
| Miejsce | Zawodniczka       | Państwo   | Wynik | Uwagi |
| ------- | ----------------- | --------- | ----- | ----- |
| 1.      | Aelita Jurczenko  | ZSRR      | 52,15 |       |
| 2.      | Noémi Bátori      | Węgry     | 52,60 | PB    |
| 3.      | Julia Merino      | Hiszpania | 52,68 |       |
| 4.      | Norfalia Carabalí | Kolumbia  | 54,78 |       |
| 5.      | Nezha Bidouane    | Maroko    | 55,69 |       |
| –       | Fatima Yusuf      | Nigeria   | DSQ   |       |

### Półfinały
Źródło: 
Bieg 1
| Miejsce | Zawodniczka       | Państwo           | Wynik | Uwagi |
| ------- | ----------------- | ----------------- | ----- | ----- |
| 1.      | Sandra Myers      | Hiszpania         | 52,16 |       |
| 2.      | Jearl Miles       | Stany Zjednoczone | 52,43 |       |
| 3.      | Ludmyła Dżyhałowa | ZSRR              | 52,68 |       |
| 4.      | Vivienne Spence   | Jamajka           | 52,84 | PB    |
| 5.      | Rosey Edeh        | Kanada            | 54,51 |       |
| –       | Noémi Bátori      | Węgry             | DNF   |       |

Bieg 2
| Miejsce | Zawodniczka      | Państwo           | Wynik | Uwagi |
| ------- | ---------------- | ----------------- | ----- | ----- |
| 1.      | Diane Dixon      | Stany Zjednoczone | 51,97 |       |
| 2.      | Aelita Jurczenko | ZSRR              | 52,14 |       |
| 3.      | Anita Protti     | Szwajcaria        | 52,18 | NR    |
| 4.      | Katrin Schreiter | Niemcy            | 53,05 |       |
| 5.      | Iolanda Oanță    | Rumunia           | 53,40 |       |
| 6.      | Julia Merino     | Hiszpania         | 53,51 |       |

### Finał
Źródło: 
| Miejsce | Zawodniczka       | Państwo           | Wynik | Uwagi |
| ------- | ----------------- | ----------------- | ----- | ----- |
| 01 !    | Diane Dixon       | Stany Zjednoczone | 50,64 | CR    |
| 02 !    | Sandra Myers      | Hiszpania         | 50,99 | NR    |
| 03 !    | Anita Protti      | Szwajcaria        | 51,41 | NR    |
| 4.      | Aelita Jurczenko  | ZSRR              | 51,59 | PB    |
| 5.      | Jearl Miles       | Stany Zjednoczone | 52,00 | PB    |
| 6.      | Ludmyła Dżyhałowa | ZSRR              | 52,19 | PB    |